# 火宵の月
『火宵の月』（かしょうのつき）は、平井摩利による日本の漫画作品。1995年から2006年まで月刊LaLa（白泉社）に連載、単行本全14巻。
1998年には文化放送で放送されていたラジオ番組内でラジオドラマが放送され、1998年と1999年に全2巻のOVA『火宵の月〜秋狂言〜』（かしょうのつき あききょうげん）が発売された。

## あらすじ
鎌倉時代末期の物語。陰陽師である土御門有匡の元に、火月と名乗る妖が現れ、有匡の子を産みたいと告げた。有匡は相手にしなかったが、あることをきっかけとして2人の絆は深まっていく。

## 登場人物
土御門 有匡（つちみかど ありまさ）
声 - 子安武人（成人）／野田順子（幼少）
主人公。白狐を母に持つ陰陽師。半人半狐であることから幼少期には「狐の子」と蔑まれ、自らもその血を嫌っている。
火月（かげつ）
声 - 日髙のり子
紅牙族の猫。人間と猫の2つの姿を持ち、金髪と紅眼が特徴的。60年に一度変化期を迎え、伴侶に併せて雌雄が変化する両性体である。
土御門 有仁（つちみかど ありひと）
声 - 増谷康紀
有匡の実父。帝を惑わせた妖狐（有匡の母）と通じたことで土御門家当主を追われている。
琥龍（こりゅう）
声 - 置鮎龍太郎
火月の幼なじみで野猫族。火月に好意を寄せるが拒絶され、刺客となり有匡を襲う。

## 書誌情報
- 平井摩利 『火宵の月』 白泉社〈花とゆめコミックス〉、全14巻
  1. 1995年10月発売、ISBN 4-592-12714-5
  2. 1996年7月発売、ISBN 4-592-12735-8
  3. 1997年4月発売、ISBN 4-592-12750-1
  4. 1998年3月発売、ISBN 4-592-17024-5
  5. 1998年8月発売、ISBN 4-592-17025-3
  6. 1999年5月発売、ISBN 4-592-17026-1
  7. 1999年11月発売、ISBN 4-592-17027-X
  8. 2000年12月発売、ISBN 4-592-17028-8
  9. 2001年8月発売、ISBN 4-592-17029-6
  10. 2002年6月発売、ISBN 4-592-17030-X
  11. 2003年2月発売、ISBN 4-592-17031-8
  12. 2004年12月発売、ISBN 4-592-18200-6
  13. 2005年12月発売、ISBN 4-592-18201-4
  14. 2006年6月発売、ISBN 4-592-18202-2
- 平井摩利 『蜜月 〜「火宵の月」外伝〜』 白泉社〈花とゆめコミックス〉2007年3月5日発売、ISBN 978-4-592-18203-0
- 平井摩利 『火宵の月』 白泉社〈白泉社文庫〉、全8巻
  1. 2009年3月13日発売、ISBN 978-4-592-88817-8
  2. 2009年3月13日発売、ISBN 978-4-592-88818-5
  3. 2009年5月15日発売、ISBN 978-4-592-88819-2
  4. 2009年5月15日発売、ISBN 978-4-592-88820-8
  5. 2009年7月15日発売、ISBN 978-4-592-88821-5
  6. 2009年7月15日発売、ISBN 978-4-592-88822-2
  7. 2009年9月15日発売、ISBN 978-4-592-88823-9
  8. 2009年9月15日発売、ISBN 978-4-592-88824-6

## ラジオドラマ
1998年、文化放送で放送されていた「しんみち家の人々」内で放送された。

## OVA
- 火宵の月〜秋狂言〜Vol.1 1998年12月19日発売 VHS:SVWV-7003
- 火宵の月〜秋狂言〜Vol.2 1999年1月21日発売 VHS:SVWV-7004

### キャスト
- 土御門有匡（成年：子安武人、少年時代：野田順子）
- 火月（日髙のり子）
- 琥龍（置鮎龍太郎）
- 文観（塩沢兼人）
- 北条高時（掛川裕彦）
- 後醍醐天皇（松尾銀三）
- 御家人（古澤徹・堀川仁・高瀬右光・山野井仁・吉田孝）
- 式神（古澤徹）
- 式神の女（湯屋敦子・喜田あゆみ・木村亜希子）
- 老婆（井上彩）
- 遊女たち（湯屋敦子・喜田あゆみ・木村亜希子・井上彩）

### スタッフ
- 原作：平井摩利
- 製作：白川隆三
- 企画：蛭田とみ代
- プロデューサー：増島由美子・本田浩司
- 制作プロデューサー：木村健吾
- 脚本：吉田玲子
- 監督・絵コンテ・実写映像：浜津守
- キャラクターデザイン・作画監督：小林多加志
- 美術監督：木下和宏
- 色彩設定：阿部みゆき
- 撮影監督：久保博志
- 音響監督：高橋剛
- 音楽：中村由利子
- 音楽制作：トゥループロジェクト
- 制作協力：東京キッズ
- 制作：フォーサム
- 製作・著作：SPEビジュアルワークス

## 関連CD
- 『火宵の月 サウンド・ストーリー』 1998年3月21日発売 SRCL-4210
- 『火宵の月～死反珠～ サウンド・ストーリー』 1998年10月21日発売 SVWC-7002
- 『火宵の月 オリジナル・サウンドトラック』 1999年1月21日発売 SVWC-7011